# Стара Весь (Білобжезький повіт)
Стара Весь (пол. Stara Wieś) — село в Польщі, у гміні Стромець Білобжезького повіту Мазовецького воєводства.
У 1975-1998 роках село належало до Радомського воєводства.